# Carbonado (Washington)
Carbonado és una població dels Estats Units a l'estat de Washington. Segons el cens del 2000 tenia 621 habitants.

## Demografia
Segons el cens del 2000, Carbonado tenia 621 habitants, 200 habitatges, i 158 famílies. La densitat de població era de 584,8 habitants per km².
Dels 200 habitatges en un 48% hi vivien nens de menys de 18 anys, en un 68,5% hi vivien parelles casades, en un 4% dones solteres, i en un 21% no eren unitats familiars. En el 17,5% dels habitatges hi vivien persones soles el 8% de les quals corresponia a persones de 65 anys o més que vivien soles. El nombre mitjà de persones vivint en cada habitatge era de 3,11 i el nombre mitjà de persones que vivien en cada família era de 3,56.
Per edats la població es repartia de la següent manera: un 34,9% tenia menys de 18 anys, un 7,7% entre 18 i 24, un 29,8% entre 25 i 44, un 20,5% de 45 a 60 i un 7,1% 65 anys o més.
L'edat mediana era de 30 anys. Per cada 100 dones de 18 o més anys hi havia 108,2 homes.
La renda mediana per habitatge era de 50.250 $ i la renda mediana per família de 55.909 $. Els homes tenien una renda mediana de 38.583 $ mentre que les dones 24.821 $. La renda per capita de la població era de 16.135 $. Aproximadament l'1,4% de les famílies i el 4% de la població estaven per davall del llindar de pobresa.

## Poblacions més properes
El següent diagrama mostra les poblacions més properes.